# Mark Uth
Mark-Alexander Uth (* 24. August 1991 in Köln) ist ein ehemaliger deutscher Fußballspieler. Der Stürmer und einmalige A-Nationalspieler stand zuletzt beim 1. FC Köln unter Vertrag.

## Karriere

### Vereine
Der Stürmer Mark Uth begann seine Profilaufbahn beim niederländischen Erstligisten SC Heerenveen. In der Saison 2013/14 war er an den Ligakonkurrenten Heracles Almelo ausgeliehen. In der Saison 2014/15 spielte er erneut für den SC Heerenveen und erzielte 15 Saisontore in der Liga sowie fünf Tore in der Europa League. Außerdem lieferte er in den Pflichtspielen elf Torvorlagen für seine Mitspieler.
Zur Saison 2015/16 wechselte Uth nach Deutschland und schloss sich dem Bundesligisten TSG 1899 Hoffenheim an. Er erhielt einen Dreijahresvertrag und das Trikot mit der Rückennummer 19. Seine erste Bundesliga-Saison, in der er acht Tore in 25 Ligaspielen erzielte, beendete er mit der Mannschaft als Tabellen-15. In der Saison 2016/17 erzielte Uth sieben Tore in 22 Ligaspielen, wurde in der Abschlusstabelle Vierter und nahm in der Folgesaison mit der Mannschaft an den Champions-League-Play-offs teil. Hier erzielte er in Hin- und Rückspiel gegen den FC Liverpool jeweils ein Tor, schied aber mit der TSG aus.
Zur Saison 2018/19 wechselte Uth nach Ende seines Vertrages ablösefrei zum FC Schalke 04, bei dem er einen Vertrag mit einer Laufzeit bis zum 30. Juni 2022 unterschrieb. Er fiel in der Folge mehrmals mit Muskelverletzungen aus und konnte in 38 Pflichtpartien lediglich vier Treffer und fünf Assists beisteuern.
In der Winterpause der Saison 2019/20 wechselte er auf Leihbasis bis zum Saisonende zu seinem Ausbildungsverein, dem 1. FC Köln. Bis zur Saisonunterbrechung aufgrund der globalen COVID-19-Pandemie wurde der Stürmer in sieben von acht Ligaspielen eingesetzt und konnte je vier Tore und Vorlagen beisteuern; gegen den FC Schalke durfte er aufgrund einer Leihvertragsklausel nicht auflaufen.
Zur Saison 2020/21 kehrte Uth zum FC Schalke 04 zurück. Im Bundesliga-Spiel gegen den FC Augsburg am 13. Dezember 2020 erlitt Uth eine schwere Gehirnerschütterung. Der Stürmer verlor nach einem Kopfballduell in der Luft das Bewusstsein und war mehrere Minuten lang nicht ansprechbar. Mit dem Spielbetrieb musste er einige Wochen verletzt pausieren.
Uth kam in dieser Saison auf 20 Ligaeinsätze (18-mal von Beginn), in denen er 3 Tore erzielte. Der FC Schalke stieg als Tabellenletzter in die 2. Bundesliga ab.
Zur Saison 2021/22 kehrte Uth zum 1. FC Köln zurück, bei dem er einen Vertrag mit einer Laufzeit bis 2023 mit der Option auf ein weiteres Jahr unterschrieb.
In dieser Saison bestritt er 30 Spiele in der Bundesliga mit fünf geschossenen Toren sowie zwei Pokalspielen. Anfang 2023 verlängerte Uth seinen Vertrag mit dem 1. FC Köln bis 2025.
Im Mai 2024, vor dem entscheidenden 34. Spieltag, unterschrieb Uth einen ligaunabhängigen Vertrag.
Am 4. Mai 2025, dem 32. Spieltag, gab Uth bekannt, dass er seine Karriere als Profifußballer am Ende der laufenden Saison 2024/25 beenden werde.

### Nationalmannschaft
Sein Debüt im Nationaltrikot gab er für die deutsche U20 am 6. September 2010 in Schaffhausen beim 3:2-Sieg gegen die Auswahl der Schweiz, als er für Cenk Tosun zur zweiten Halbzeit eingewechselt wurde. Im Oktober 2018 wurde er von Joachim Löw für die Spiele in der Gruppe 1 der Liga A in der Nations League gegen die Niederlande und gegen Frankreich erstmals für A-Nationalmannschaft nominiert. Sein Debüt gab er am 13. Oktober 2018 in Amsterdam bei der 0:3-Niederlage gegen die Nationalmannschaft der Niederlande.